# Ешленд (Небраска)
Ешленд (англ. Ashland) — місто (англ. city) в США, в окрузі Сондрес штату Небраска. Населення — 3086 осіб (2020).

## Географія
Ешленд розташований за координатами 41°2′25″ пн. ш. 96°22′13″ зх. д. / 41.04028° пн. ш. 96.37028° зх. д. (41.040345, -96.370141).  За даними Бюро перепису населення США в 2010 році місто мало площу 2,92 км², з яких 2,85 км² — суходіл та 0,07 км² — водойми.

## Демографія
Згідно з переписом 2010 року, у місті мешкали 2453 особи в 951 домогосподарстві у складі 639 родин. Густота населення становила 841 особа/км².  Було 1060 помешкань (363/км²).
Расовий склад населення:
| - 97,6 % — білих - 0,2 % — корінних американців - 0,2 % — чорних або афроамериканців - 0,2 % — азіатів |

До двох чи більше рас належало 1,5 %. Частка іспаномовних становила 2,6 % від усіх жителів.
За віковим діапазоном населення розподілялося таким чином: 26,1 % — особи молодші 18 років, 58,0 % — особи у віці 18—64 років, 15,9 % — особи у віці 65 років та старші. Медіана віку мешканця становила 37,0 року. На 100 осіб жіночої статі у місті припадало 98,8 чоловіків;  на 100 жінок у віці від 18 років та старших — 91,9 чоловіків також старших 18 років.
Середній дохід на одне домашнє господарство  становив 57 409 доларів США (медіана — 54 318), а середній дохід на одну сім'ю — 71 730 доларів (медіана — 69 800). Медіана доходів становила 41 775 доларів для чоловіків та 31 326 доларів для жінок. За межею бідності перебувало 12,2 % осіб, у тому числі 18,1 % дітей у віці до 18 років та 16,9 % осіб у віці 65 років та старших.
Цивільне працевлаштоване населення становило 1231 осіб. Основні галузі зайнятості: освіта, охорона здоров'я та соціальна допомога — 24,9 %, роздрібна торгівля — 16,7 %, транспорт — 8,9 %, мистецтво, розваги та відпочинок — 8,9 %.